# AP-4 (motorväg, Spanien)
AP-4 eller Autopista del Sur är en motorväg som går från Sevilla till Cadiz i södra Spanien. Hastighetsbegränsningen är 120 km/t.